# Yrjö Keinonen
Yrjö Ilmari Keinonen (Ruskeala, 31 agosto 1912 – Nurmijärvi, 29 ottobre 1977) è stato un generale finlandese, capo di stato maggiore delle forze di difesa finlandesi dal 1965 al 1969.

## Biografia

### Durante la guerra
Dopo aver frequentato un corso per ufficiali della riserva nel 1934, Keinonen era tenente durante la guerra d'inverno, ma divenne ufficiale in servizio attivo soltanto in seguito allo scoppio della guerra di continuazione, dopo essere promosso capitano frequentando la Scuola di Guerra fra il 1942 e il 1943.
Keinonen venne insignito della Croce di Mannerheim l'8 settembre 1942, per aver guidato la sua compagnia in oltre venti scontri con il nemico, dimostrando coraggio e perseveranza. All'epoca comandava una compagnia del nono reggimento di fanteria (JR 9) della 7ª Divisione.
Subito dopo la guerra venne promosso maggiore, ma venne coinvolto in uno scandalo legato alla sottrazione di armi da utilizzare per continuare a combattere anche dopo l'armistizio; venne arrestato nel 1945 e condannato a 14 mesi di carcere.

### Carriera militare
Nonostante questa macchia nel suo servizio, proseguì rapidamente la carriera militare nelle Forze di difesa finlandesi, superando molti altri ufficiali. Nessuno poteva mettere in dubbio il coraggio e l'intelligenza di Keinonen, non solo Cavaliere della Croce di Mannerheim, ma anche laureato magistrale in matematica e professore di ingegneria presso l'Accademia Militare.

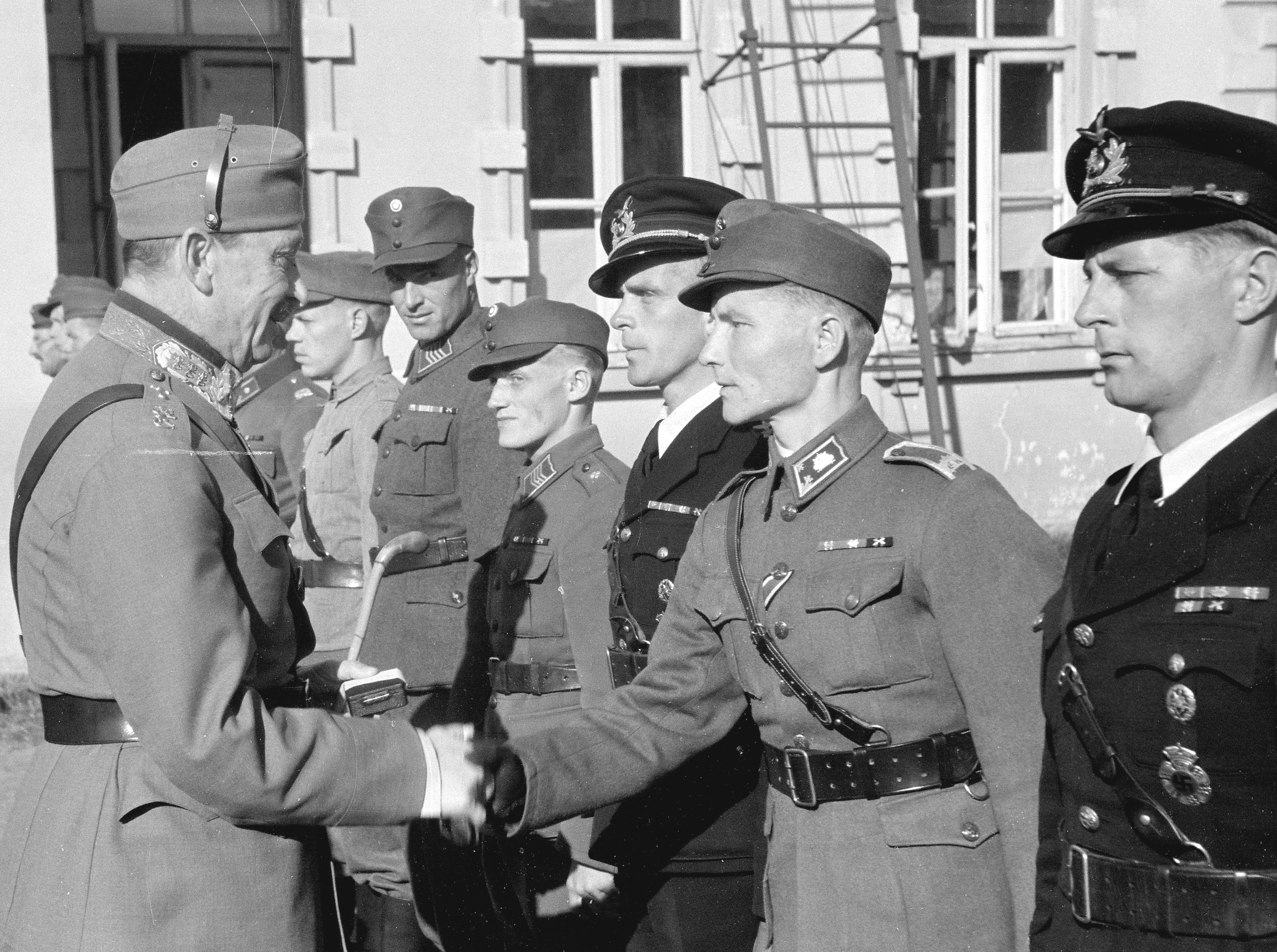
Il feldmaresciallo Mannerheim consegna la Croce di Mannerheim al cadetto Keinonen, settembre 1942

Tuttavia, verso la fine degli anni 50, il tenente colonnello Keinonen si sentì bloccato e progettò di intraprendere una carriera civile. Fu membro della Lega Agraria dal 1957 al 1958, prendendo parte alla convention di partito a Kankaanpää.

### Capo di stato maggiore
Keinonen, nel frattempo promosso a maggior generale, venne nominato comandante delle forze di difesa il 13 novembre 1965, sostenuto dal suo ex compagno d'armi e ora ministro della difesa Aarvo Pentti, oltre che dal veterano Adolf Ehrnrooth e dal segretario della Lega Agraria Arvo Korsimo. Fu promosso tenente generale il 7 febbraio 1966, e infine generale di fanteria il 4 giugno 1968.
Durante il suo periodo trascorso in qualità di capo di stato maggiore fu oggetto di numerose controversie. Innanzitutto la sua nomina era malvista da molti ufficiali più anziani e alti in grado di lui. Inoltre venne spesso additato come disfattista: si credeva che considerasse l'occupazione sovietica inevitabile, e che più che organizzare una difesa attiva si limitasse a pianificare il contenimento dei danni. Nonostante le critiche Keinonen si impegnò per guidare lo sviluppo delle forze di difesa, espandendo la base militare dell'isola di Santahamina, a Helsinki, facendone il perno di un nuovo sistema di difesa militare, progettato in risposta all'invasione sovietica della Cecoslovacchia. Tale soluzione doveva rendere possibile una difesa sia contro le potenze occidentali che contro l'Unione Sovietica, nell'ambito della neutralità della Finlandia durante la guerra fredda.
Keinonen fu apprezzato soprattutto dalla popolazione civile, per aver avvicinato le forze armate alla società civile tramite una serie di riforme. Per esempio venne incoraggiato l'utilizzo di incentivi piuttosto che lo sfruttamento della paura verso i superiori, venne nettamente separato il tempo in servizio dal tempo libero per i coscritti, venne concesso ai militari di leva di indossare abiti civili durante il fine settimana, e persino di consumare alcolici senza particolare autorizzazione.
Probabilmente il suo peggior errore fu una dichiarazione fatta durante un'intervista per il quotidiano Lalli (organo di stampa del Partito di Centro), nella quale disse di considerare le forze di difesa finlandesi come una sorta di regalo da parte delle forze armate sovietiche. Per alcuni questa affermazione dimostrava una mentalità antipatriottica e inadatto alla sua carica, mentre per altri si trattava di un tentativo di richiedere l'aumento del budget alla difesa, in virtù del Trattato di Amicizia, Cooperazione e Assistenza Reciproca firmato proprio con l'Unione Sovietica nel 1948. Questo però avrebbe coinvolto il presidente Urho Kekkonen, che considerava l'interpretazione del trattato una sua esclusiva e nel 1965 aveva vietato agli ufficiali qualsiasi discussione relativa al budget per la difesa.
Nel novembre 1989 Keinonen invitò a casa sua Andrei Kovalev, ambasciatore dell'URSS a Helsinki, Paavo Aitio, ministro dei trasporti della Lega Democratica Popolare Finlandese, e Aarne Saarinen, presidente del Partito Comunista Finlandese. Nel suo discorso di benvenuto parlò del sistema sovietico, affermando che si trattasse del miglior sistema politico possibile.
Il 25 aprile 1969 Keinonen rassegnò le dimissioni, lamentando tagli al budget della difesa. In seguito si venne a scoprire che il generale aveva utilizzato il lavoro dei soldati di leva per far costruire il proprio cottage estivo. Nel 1971 venne condannato dalla Corte d'Appello di Helsinkia a 105 giorni-multa per abuso d'ufficio. Nel 1972 la Corte Suprema ha aumentato la pena a 150 giorni-multa.
Morì il 29 ottobre 1977, a causa di un tumore allo stomaco diagnosticatoli poco prima. Fu sepolto nel cimitero di Nurmijärvi.

## Opere
- Puolustuskykymme materiaalinen perusta, Puolustusvoimat, 1968
- Kärkijoukkona Syvärille, Tammi, 1970
- 1944 taistellen takaisin, Tammi, 1971
- Kadonnut joukkue, Tammi, 1972
- Veriset lumet, Tammi, 1974
- Huipulla, muistelmia puolustusvoimain komentajakaudeltani, Tammi, 1977